# Biskupstwo Ozylii
Biskupstwo Ozylii (est: Saare-Lääne piiskopkond; niem.: Bistum Ösel-Wiek) – półautonomiczne księstwo obejmujące tereny dzisiejszych estońskich prowincji Sarema, Lääne, Parnawa (część zachodnia) i Hiuma.
Zostało założone w 1228 przez Wilhelma z Modeny, legata papieża Grzegorza IX, na skutek kompromisu pomiędzy Rzymem a zakonem kawalerów mieczowych. Stolicą biskupstwa było Hapsal, w którym znajdowała się Katedra św. Mikołaja i zamek biskupi. Drugim co do znaczenia miastem był Arensburg na Ozylii. Było jednym z pięciu państw-członków Konfederacji Inflanckiej.
Biskupstwo istniało do 1560 roku, kiedy to biskup Johannes V von Münchhausen sprzedał je Danii. Duński książę, Magnus Inflancki został wybrany na biskupa 13 maja 1560 roku. Następnie scedował Wiek (część lądowa domeny biskupiej) na rzecz unii polsko-litewskiej, w zamian otrzymując pozostałą część Ozylii, należącą do inflanckiej gałęzi zakonu krzyżackiego.